# Villa Cetinale
Villa Cetinale è un edificio situato nei pressi di Ancaiano nel comune di Sovicille, in provincia di Siena; il suo giardino paesaggistico barocco è uno dei più importanti d'Italia.

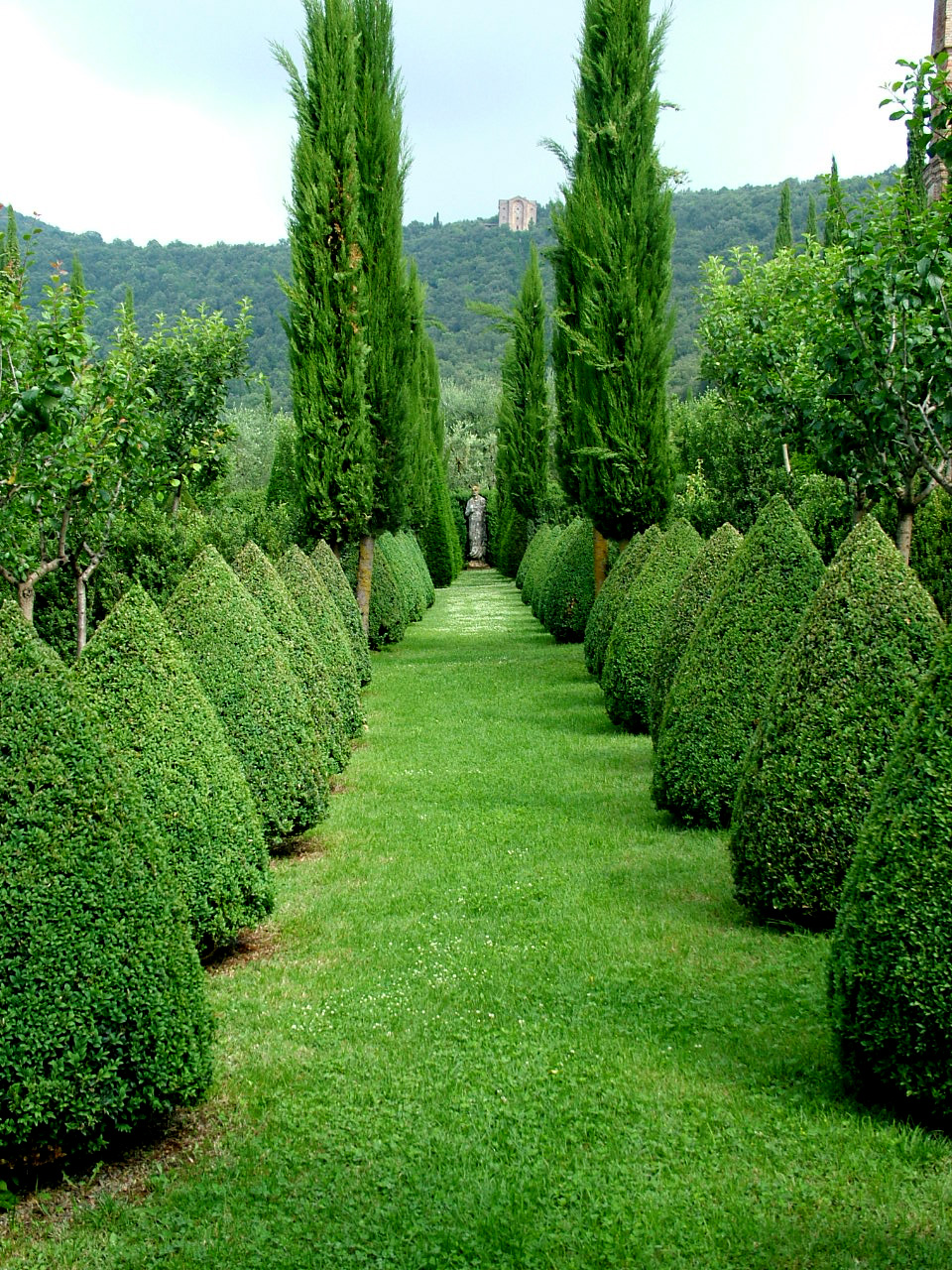
I giardini

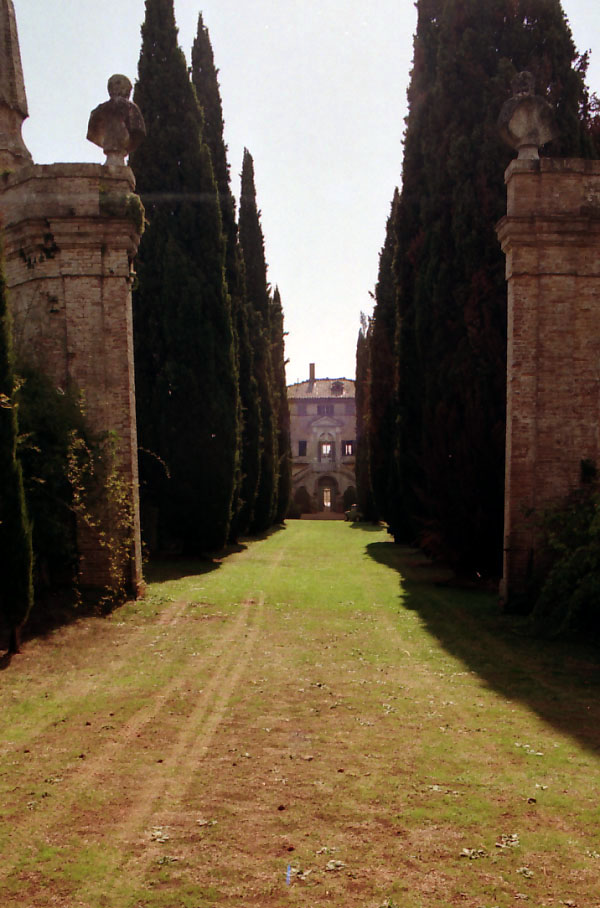

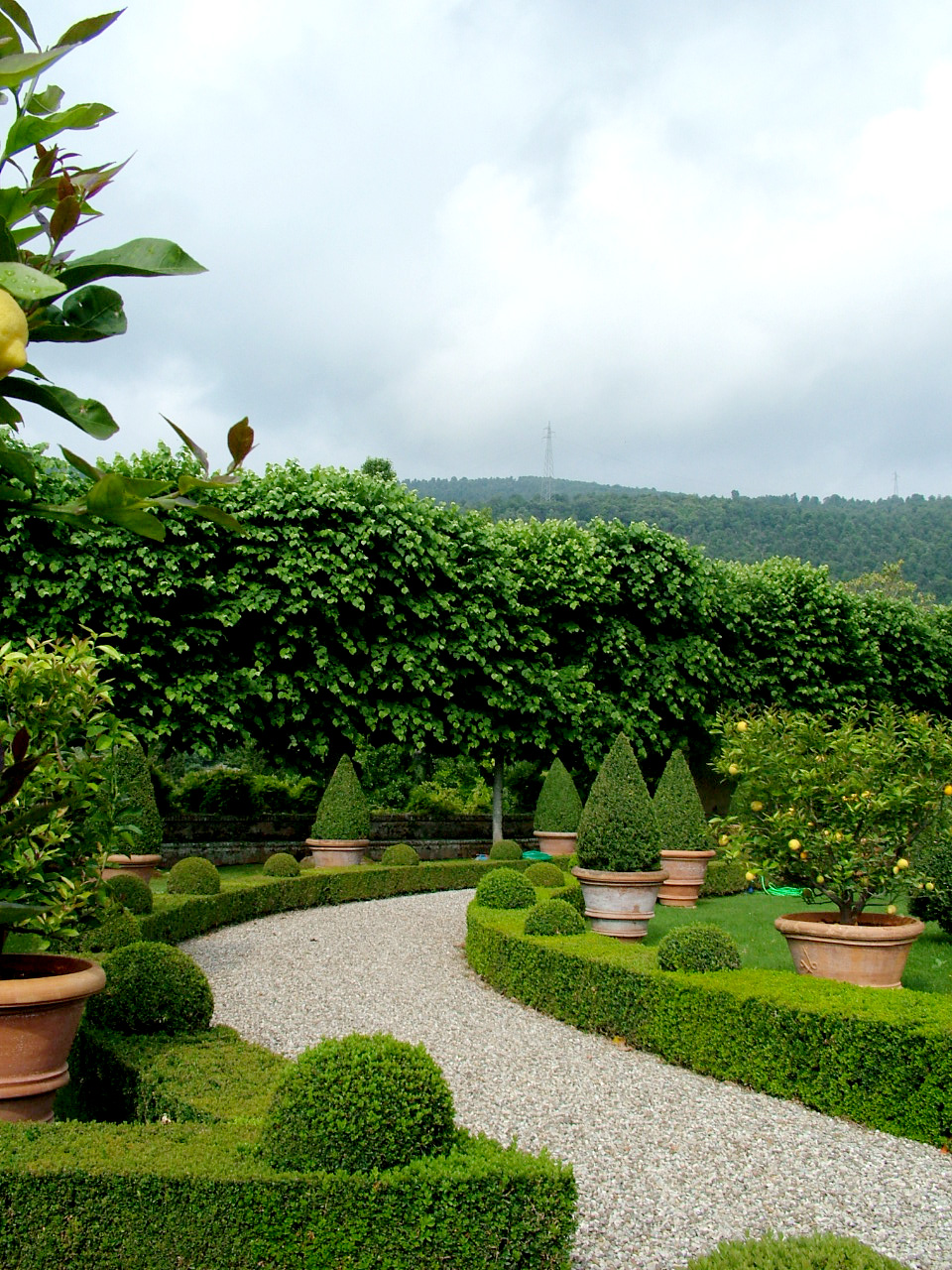
I giardini

## Storia
La villa fu costruita tra il 1676 e il 1678 dal cardinale Flavio Chigi su progetto dell'architetto Carlo Fontana, allievo del Bernini, in occasione dell'elezione al soglio pontificio dello zio Fabio Chigi, con il nome di Alessandro VII. L'edificio non fu concepito come luogo di rappresentanza, ma piuttosto come residenza appartata, dove i Chigi potevano ritirarsi per brevi periodi di riposo. Tuttavia le sistemazioni paesaggistiche dei suoi vasti giardini, apripista in Italia del gusto francese, furono riprodotte in vedute, concepite per essere esposte in altre residenze dei Chigi, per diffondere la nuova maniera.
Tre fasi contraddistinguono la costruzione del complesso: la prima corrisponde all'edificazione della villa, i suoi annessi e il giardino all'italiana (1676-1688); la seconda alla realizzazione del parco della Tebaide (1698-1705); la terza alla costruzione del Romitorio (1716).
Il cardinale Flavio Chigi lasciò Cetinale ai nipoti, i quali la conservarono per tre secoli fino al 1977 quando fu acquistata dal parlamentare inglese sir Antony Lambton, che condusse un attento restauro conservativo, ricostruendo a Cetinale dei giardini a stanze di carattere più intimo, descritti nelle vedute, che hanno ripristinato l'antico splendore.
Nel 2021, la villa ho ospitato le riprese della serie americana Succession, facendo da residenza estiva alla ricca famiglia protagonista, i Roy.

## Descrizione
L'edificio, a pianta quadrangolare, si sviluppa su tre piani, collocati sopra un ampio terrazzamento, sotto il quale sono ricavati ambienti di servizio, secondo i dettami vitruviani. Il prospetto principale è caratterizzato essenzialmente dall'elaborata scalinata a doppia rampa che raggiunge il grande portale centrale in marmo al primo piano. Questo è inquadrato da due colonne bugnate e coronato da un timpano triangolare fortemente aggettante, sopra il quale si trova lo stemma Chigi.
Il prospetto retrostante è composto da due ali laterali aggettanti rispetto al corpo centrale, forato al piano terra da tre arcate sormontate da un falso loggiato con balaustra in pietra. Tutte le aperture e le arcate del porticato sono incorniciate da bugnature in mattoni, che contrastano con l'uso della pietra che segna gli spigoli del fabbricato.
Grandi stemmi gentilizi decorano ogni apertura del piano nobile.

### Il parco
Il giardino che circonda Cetinale è la prima realizzazione italiana secondo il gusto paesaggistico francese di Le Notre; in prossimità dell'edificio della villa ci sono delle porzioni formali, classicamente giardino all'italiana, incentrate su vasi di agrumi, entro partiture di bossi potati, tipicamente collocati sul retro della villa, esposto a sud, in uno schema iniziato a Siena proprio dai Chigi nella Villa delle Volte. Tutte le aiuole sono ornate da pavoni scolpiti nel tasso e da statue. Quest'area è stata quella maggiormente esposta ai mutamenti del gusto nel tempo. Il restante spazio esterno, più preservato, è costituito da un vasto appezzamento a selvatico, un bosco tipicamente composto di lecci, dai forti toni chiaroscurali, organizzato attorno ad un segno artificiale, un lungo asse rettilineo che attraversa anche l'architettura della villa, e costituisce un segno artificiale sul paesaggio naturale, percepibile da lontano. Lungo quest'asse sono collocati manufatti all'antica, scolpiti vigorosamente in un travertino molto poroso, capace di conferire alle statue una patina grottesca tipica del gusto barocco.
L'asse, che è stato utilizzato anche come viale d'accesso, ha vari manufatti che lo intervallano, punti da cui la villa appare come un mero apparato di contorno al giardino: un'esedra, un lungo viale di cipressi e un monumentale portale, da cui si raggiunge la villa attraverso un tapis vert. Il portale, ornato internamente sui lati d'entrata da due nicchie con statue colossali di Captivi, realizzate da Giuseppe Mazzuoli, è completato in alto da obelischi e busti scultorei decorativi.
Verso ovest l'asse prosegue fino a un teatro di verzura (su cui sono collocati due busti, leggermente differenti per stile, che raffigurano Napoleone), per poi inerpicarsi sulla collina su una ripida scalinata scavata nella roccia, detta "Scala Santa", che conduce a un romitorio, aggiunto nel 1716, sulla sommità della collina. Verso est invece, oltrepassando la villa e il giardino all'italiana, continua il suo tragitto fino a terminare con la colossale statua dell'Ercole, una scultura rustica eseguita nel 1687 da Giuseppe Mazzuoli, nascosta nell'oscurità del bosco, lontano dalla dimora.
A nord della villa, su un'area boschiva adiacente, venne realizzato il "parco della Tebaide". All'interno del parco, che prende il nome dalla zona desertica dell'alto Egitto, abitata nel medioevo dagli eremiti cristiani, si dipana un tortuoso cammino di penitenza, intervallato da cappelle votive affrescate, croci in pietra e numerose sculture barocche di frati in ginocchio.
Nel parco della Tebaide sono stati corsi nel tempo diversi palii dalle contrade di Siena, e lungo i suoi viali ci sono rocce affioranti scolpite a guisa di animali fantastici, anche in memoria di queste vittorie.

## I Palii di Villa Cetinale
Su iniziativa del cardinale Flavio Chigi furono corsi a Villa Cetinale, fra il 1679 e il 1692, otto Palii fra le contrade senesi. Ai rioni vincitori di tali carriere, la prima delle quali fu disputata con le bufale e le altre sette con i cavalli, la famiglia Chigi offriva in premio bacili d'argento e drappelloni.
I Palii di Cetinale non sono riconosciuti ufficialmente dal Comune di Siena e dunque non sono ricompresi nell'albo delle vittorie del Palio di Siena.
| Data              | Tipologia di corsa | Contrada vincitrice | Fantino                              |
| ----------------- | ------------------ | ------------------- | ------------------------------------ |
| 21 settembre 1679 | bufalata           | Chiocciola          | Giovan Battista Landi detto Granchio |
| 27 settembre 1680 | palio con cavalli  | Bruco               | Pavolo Roncucci detto Pavolino       |
| 26 settembre 1681 | palio con cavalli  | Valdimontone        | Simone Mastacchi detto Mone          |
| 17 settembre 1684 | palio con cavalli  | Onda                | ?                                    |
| 23 settembre 1685 | palio con cavalli  | Valdimontone        | Pavolo Roncucci detto Pavolino       |
| 22 settembre 1686 | palio con cavalli  | Valdimontone        | Pavolo Roncucci detto Pavolino       |
| 23 settembre 1691 | palio con cavalli  | Nicchio             | Giovan Battista Landi detto Granchio |
| 20 settembre 1692 | palio con cavalli  | Oca                 | ?                                    |